# Бежа (округ)
Округ Бежа (порт. Distrito de Beja) је један од 18 округа Португалије, смештен у њеном јужном делу. Седиште округа је истоимени град Бежа.

## Положај и границе округа
Округ Бежа се налази у јужном делу Португалије и граничи се са:
- север: округ Евора,
- североисток: Шпанија Естремадура,
- исток: Шпанија Андалузија,
- југ: округ Фаро,
- запад: Атлантски океан,
- северозапад: округ Сетубал.

## Природни услови
Рељеф: Већи део округа Бежа представља безводно и сушно побрђе, надморске висине 100-300 м. Долина Гвадијане на истоку округа је клисураста.
Клима: у округу Бежа је измењено средоземна (жарка и сува лета, хладније зиме са снегом, мало падавина).
Воде: Најважнија река је Гвадијана на истоку округа. Мањи водотоци су махом притоке дате реке и се уливају непосредно у Атлантик, али су опште речено ретки у складу са сушном климом.

## Становништво
По подацима из 2001. године на подручју округа Бежа живи нешто 160 хиљада становника, већином етничких Португалаца.
Густина насељености - Округ има густину насељености од свега 16 ст./км², што више 7 пута мање од државног просека (око 105 ст./км²) и међу најниже међу окрузима у држави. Део око градова Беже је нешто боље насељен, док је остатак веома слабо насељен.

## Подела на општине
Округ Бежа је подељен на 14 општина (concelhos), које се даље деле на 100 насеља (Freguesias).
Општине у округу су:
| - Алвито - Алжустел - Алмодовар - Барансос - Бежа | - Видигеира - Кастро Верде - Куба - Мертола - Мора | - Одемира - Оурике - Серпа - Фереира до Алентежо |